# Hologerrhum dermali
Hologerrhum dermali — вид змій родини Cyclocoridae. Ендемік Філіппін.

## Поширення і екологія
Hologerrhum dermali мешкають на островах Панай і Сібуян. Вони живуть у перехідній зоні між передгірськими діптерокарповими лісами і високогірними хмарними лісами, на висоті від 300 до 1600 м над рівнем моря.

## Збереження
МСОП класифікує цей вид як такий, що перебуває під загрозою зникнення. Hologerrhum dermali загрожує знищення природного середовища.